# HD 117597
HD 117597，又名CD-37 8695，SAO 204561、HR 5092，是一颗恒星，视星等为6.16，位于銀經311.62，銀緯23.79，其B1900.0坐标为赤經13h 26m 17.8s，赤緯-37° 23.79′ 58″。